# Bromsilbergelatinepapier

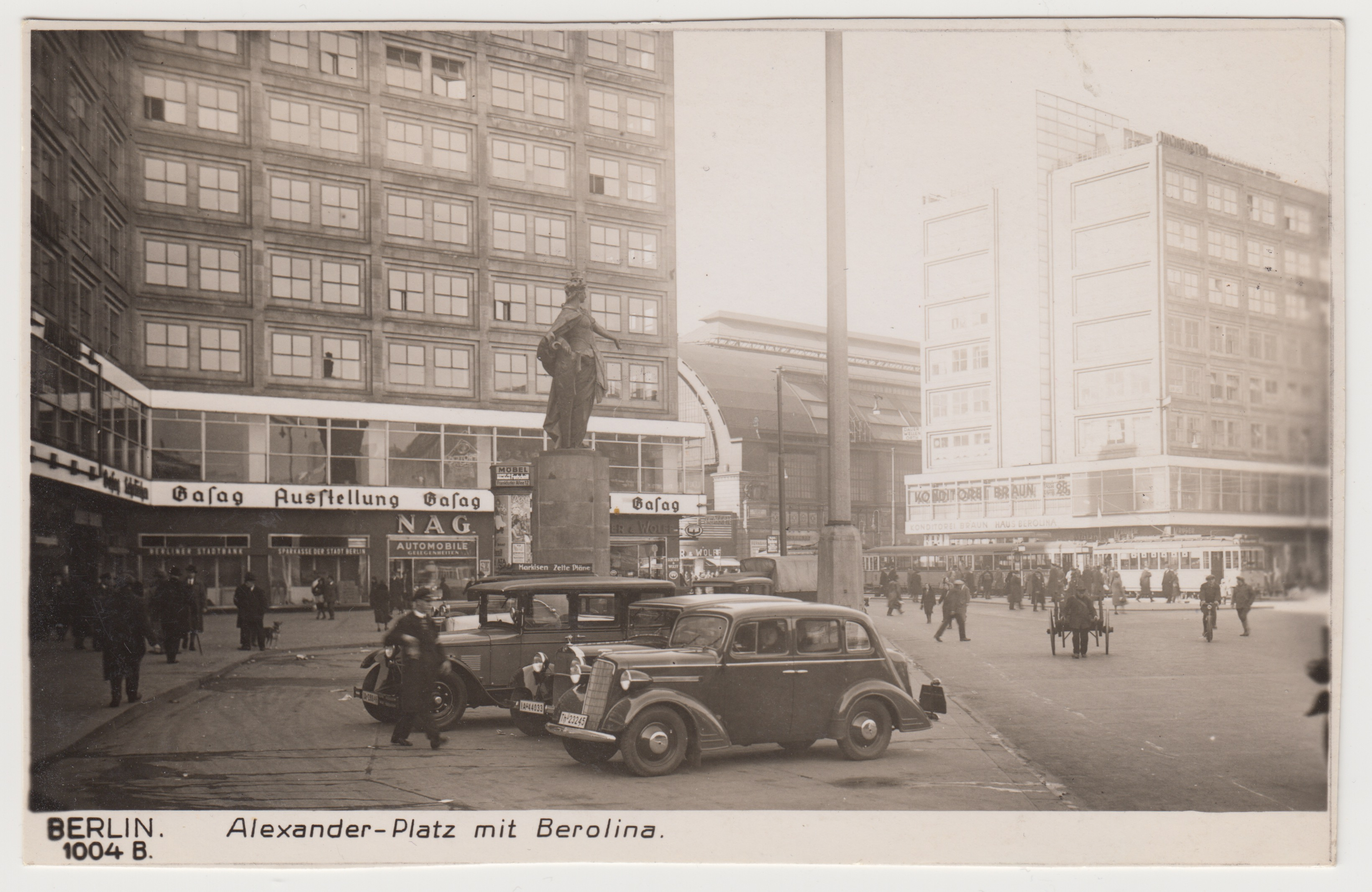
Getönter Bromsilbergelatineabzug als Ansichtskarte

Bromsilbergelatinepapier und Chlorbromsilbergelatinepapier (Handelsnamen teilweise Gaslichtpapier, Veloxpapier, Solio) sind mit einer lichtempfindlichen Emulsion beschichtetes Papiere, die in der Fotografie zur Entwicklung von Schwarzweißabzügen genutzt werden.

## Beschreibung
Bromsilber ist die veraltete Bezeichnung für Silberbromid (AgBr). Silberbromid gehört, wie Silberfluorid (AgF und AgF2), Silberchlorid (AgCl) und Silberiodid (AgI) zu den Silberhalogeniden. In der analogen Fotografie werden die lichtempfindlichen Silberhalogenide: Silberchlorid, Silberbromid (Bromsilber) und Silberiodid zum Beschichten von Filmen und Fotopapieren verwendet.
Bromsilberpapier ist mit einer dünnen Gelatineschicht beschichtet, in der die weißen bis grünen Kristalle des Silberbromids fein verteilt sind. Wo Licht auf das Bromsilberpapier fällt, färbt sich dieses durch fotochemische Spaltung schwarz, weil das Bromsilber unter Lichteinfluss in seine Bestandteile Brom und Silber zerfällt. Das Brom verdunstet, und das feinverteilte Silber wird dunkel.
Die belichteten Partien des Papiers färben sich bei reinem Bromsilberpapier in einem kühleren, eher blauschwarzen Ton, bei Chlorbromsilberpapier in einem wärmeren, eher braunschwarzen Ton.

Je kleiner die Körnung des Silberbromids in der lichtempfindlichen Schicht des Bromsilberpapiers ist, umso besser ist die Detail-Auflösung (feineres „Korn“), aber desto weniger lichtempfindlich ist das Bromsilberpapier. Umgekehrt ermöglicht eine gröbere Körnung eine höhere Lichtempfindlichkeit, bedingt aber eine gröbere Auflösung.

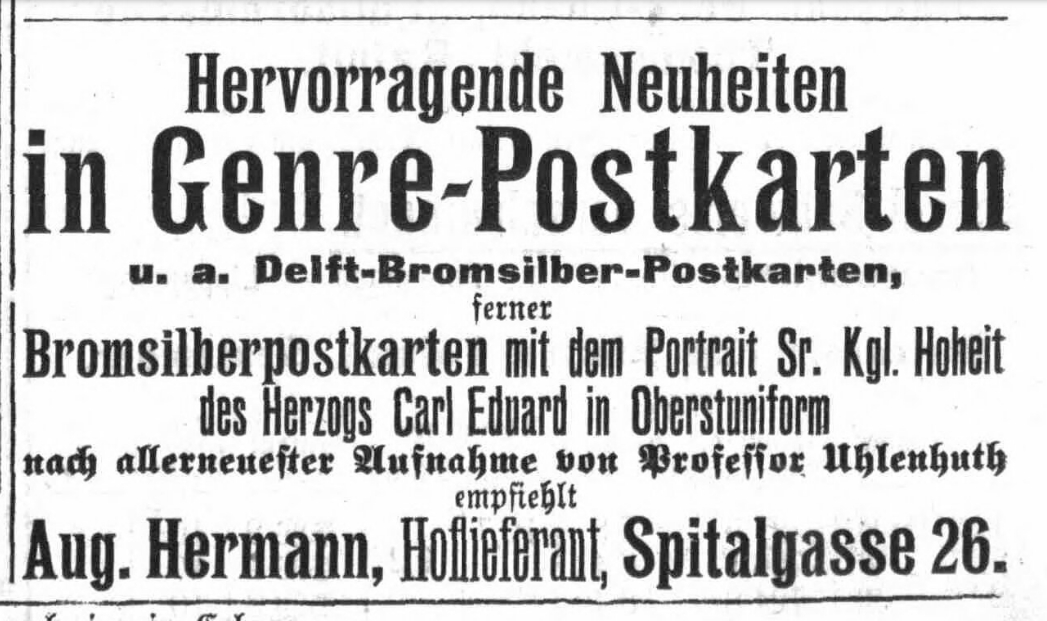
Werbeanzeige für Bromsilber-Postkarten von 1905

Bromsilberpapier wurde unter anderem im Bromsilberdruck verwendet.

## Geschichte
Das Verfahren für Bromsilberpapier wurde 1874 durch Peter Mawdsley (1824–1909) publiziert und später durch Joseph Wilson Swan (1828–1914), den (Mit-)Erfinder der Kohlefadenlampe, verfeinert und 1879 patentiert. Nach der Erfindung einer entsprechenden Beschichtungsmaschine durch das Fotounternehmen Eastman Kodak 1884 wurde es zum meist verbreiteten fotografischen Verfahren. Im Handel war Bromsilberpapier ab etwa 1885 erhältlich.
Die Farbensensibilisierung des Bromsilbers entdeckte 1873 Hermann Wilhelm Vogel (1834–1898).

## Restauratorische Aspekte
Bei älteren Bromsilberpapieren kann es zu störendem „Mirroring“ („Aussilbern“) kommen, einem hellen, metallischen Glanz.